# 田中賢
田中 賢（たなか まさる、1946年 - ）は、日本の作曲家。

## 人物・来歴
新潟県長岡市出身。東京音楽大学とベルリン国立芸術大学を卒業。作曲を南弘明、保科洋、尹伊桑に師事。ベルリン市立音楽学校講師を務める。その後東京家政大学・東京家政大学短期大学部講師となる。さらにフェリス女学院大学でソルフェージュを教えている。2001年より、出身県の一般バンド（市民楽団）の一つ、三条市吹奏楽団の常任指揮者を務める。
元札幌大谷大学芸術学部音楽学科教授。

## 主要作品
作品は海外でも評価が高く、ガウデアムス国際作曲コンクールやシュトゥットガルト作曲コンクールで入賞している。なお、「メトセラ」の打楽器群をはじめとして、比較的高度な技術・アンサンブル力を要求される楽曲が多いのが特徴の一つである。また、1984年にヤマハ吹奏楽団浜松から委嘱されて書かれた「南の空のトーテムポール」は、アマチュア吹奏楽団によるプロ作曲家への委嘱例の先駆けである。

### 管弦楽
- マンドリンとオーケストラのための”弧” （1980）

### 吹奏楽
- 南の空のトーテムポール（1984）
- 南の空のトーテムポールII （1986）
- メトセラI 〜打楽器群と吹奏楽のために（1988）
- メトセラII 〜打楽器群と吹奏楽のために（1988）
- 始原I 〜大地の踊り（1989）
- 華 －吹奏楽のために－（1990）
- エオリア －吹奏楽のために－（1990）
- 南の空のトーテムポールII 〜「リラ」〜（1991）
- ネレイデス（1992）－1992年度全日本吹奏楽コンクール課題曲
- 紅炎の鳥 （1992）
- …im Licht 〜光の中で〜（1993）
- 天翔（1993）
- 光耀[かがやき]の国から（1994）
- 第46回全国植樹祭「ファンファーレNo.1〜No.5」（1995）
- 第47回全国植樹祭「ファンファーレNo.1〜No.5」（1996）
- Acala（1997）
- ライトアップセレモニー・ファンファーレNo.1〜No.2（1997）
- 長野冬季オリンピック表彰公式ファンファーレ（1998）
- Into Space 〜大宇宙（おおぞら）へ〜（1999）
- 第52回全国植樹祭「ファンファーレNo.1〜No.5」（2001）
- 山響 〜甲斐やまなみ讃歌 〜横笛・和太鼓・シンセサイザー・金管アンサンブルのために（2001）
- 秋田ワールド・ゲームズ2001 〜開・閉会式選手入場の音楽I（2001）
- 第56回国民体育大会・新世紀・みやぎ国体仙台市入場行進曲「March 2001」（2001）
- 第57回国民体育大会・よさこい高知国体「ファンファーレNo.1〜No.5」、入場曲I、退場曲（2002）
- 第53回全国植樹祭「ファンファーレNo.1〜No.5」（2002）
- 第54回全国植樹祭「ファンファーレNo.1〜No.5」（2003）
- 輝きを未来（あした）へ 〜3群の筝と吹奏楽のために（2006）
- 龍虎相克 〜川中島の戦い 〜和太鼓独奏と打楽器群・吹奏楽のために（2006）
- 祈りの大海（うみ）へ 〜オルガンと吹奏楽のために（2006）
- 光は大宇（そら）に満ちて（2007）
- 七彩（なないろ）の奥羽国（おうこく） 〜美しき故郷を護る最後の砦（2010）
- 祝典ファンファーレ（2016）

### 室内楽
- Echo from South 〜打楽器のための （1979）